# 罗斯·泰勒
罗斯·泰勒（英語：Ross Taylor，1902年4月26日—1984年5月3日），加拿大男子冰球运动员，场上位置是后卫。他曾代表加拿大参加1928年冬季奥林匹克运动会冰球比赛，获得一枚金牌。